# Irwell Vale
Irwell Vale – wieś w Anglii, w hrabstwie Lancashire, w dystrykcie Rossendale. Leży 24 km na północ od miasta Manchester i 283 km na północny zachód od Londynu.